# Ashram
 Denne artikel bør gennemlæses af en person med fagkendskab for at sikre den faglige korrekthed.
    Wikipedia på andre sprog definerer Ashram som et hinduistisk kloster

Begrebet ashram findes i hinduistisk religiøs tænkning og er her betegnelsen for de fire livsstadier, som mænd fra de tre øverste kaster kan gennemleve. De fire ashram’er er: brahmacharin (discipel), grihasta (husholder), vanaprastha (eneboer) og sanyasin (omvandrende asket).
Fra oldindisk tid har en ashram desuden været dén afsidesliggende bolig (ofte meget ydmyg), som en vanaprastha trak sig tilbage til for at meditere, og det er det for så vidt stadigvæk. Begrebet ’ashram’ har imidlertid udviklet sig til et langt mere flertydigt begreb og dækker også, hvad vi forstår som et herberg, et refugium, eller som et sted, hvor en åndelig leder samler sine tilhængere; således oprettede Mahatma Gandhi, i nærheden af Ahmedabad i den indiske delstat Gujarat, Sabarmati Ashram, hvorfra han udviklede sine ideer om ”…  activities to carry on the search for Truth and develop Fearlessness” (Gandhi-citat). Ideer han brugte i sin kamp for Indiens selvstændighed.I dag er begrebet ’ashram’ ofte brugt som betegnelse for et større eller mindre hjælpeprojekt. Et eksempel herpå er ’Banwasi Seva Ashram’, der omfatter undervisningsprojekter, hospital, forsøgslandbrug og uddannelse m.m. for en fattig og udbyttet landbefoklkning, der er bosiddende i 400 landsbyer i delstaten Uttar Pradesh.
| Religion | Spire Denne religionsartikel er en spire som bør udbygges. Du er velkommen til at hjælpe Wikipedia ved at udvide den. |